# Akarivier
De Akarivier (Akajoki) is een rivier, die stroomt in de Zweedse  gemeente Pajala. De rivier is een voortzetting van de Vaakinaoja, een beek. Samen stromen ze door een moerasgebied, de overgang van beek naar rivier vindt plaats als de beek/rivier om de Akavaara, een heuvel, moet stromen. Samen zijn ze 22 kilometer lang. De Akarivier stroomt een kilometer ten zuiden van Kangos de Lainiorivier in.
Afwatering: Akarivier → Lainiorivier → Torne → Botnische Golf